# Limnophila austroalpina
Limnophila austroalpina är en tvåvingeart som beskrevs av Alexander 1929. Limnophila austroalpina ingår i släktet Limnophila och familjen småharkrankar. Inga underarter finns listade i Catalogue of Life.